# Élections générales argentines de 2007

Les élections présidentielle et parlementaires partielles argentines de 2007 ont lieu le 28 octobre 2007 au cours desquelles les Argentins élisent le président et le vice-président de l'Argentine, ainsi que 24 sénateurs et 130 députés. Le président et le vice-président sont élus au suffrage universel direct à deux tours.

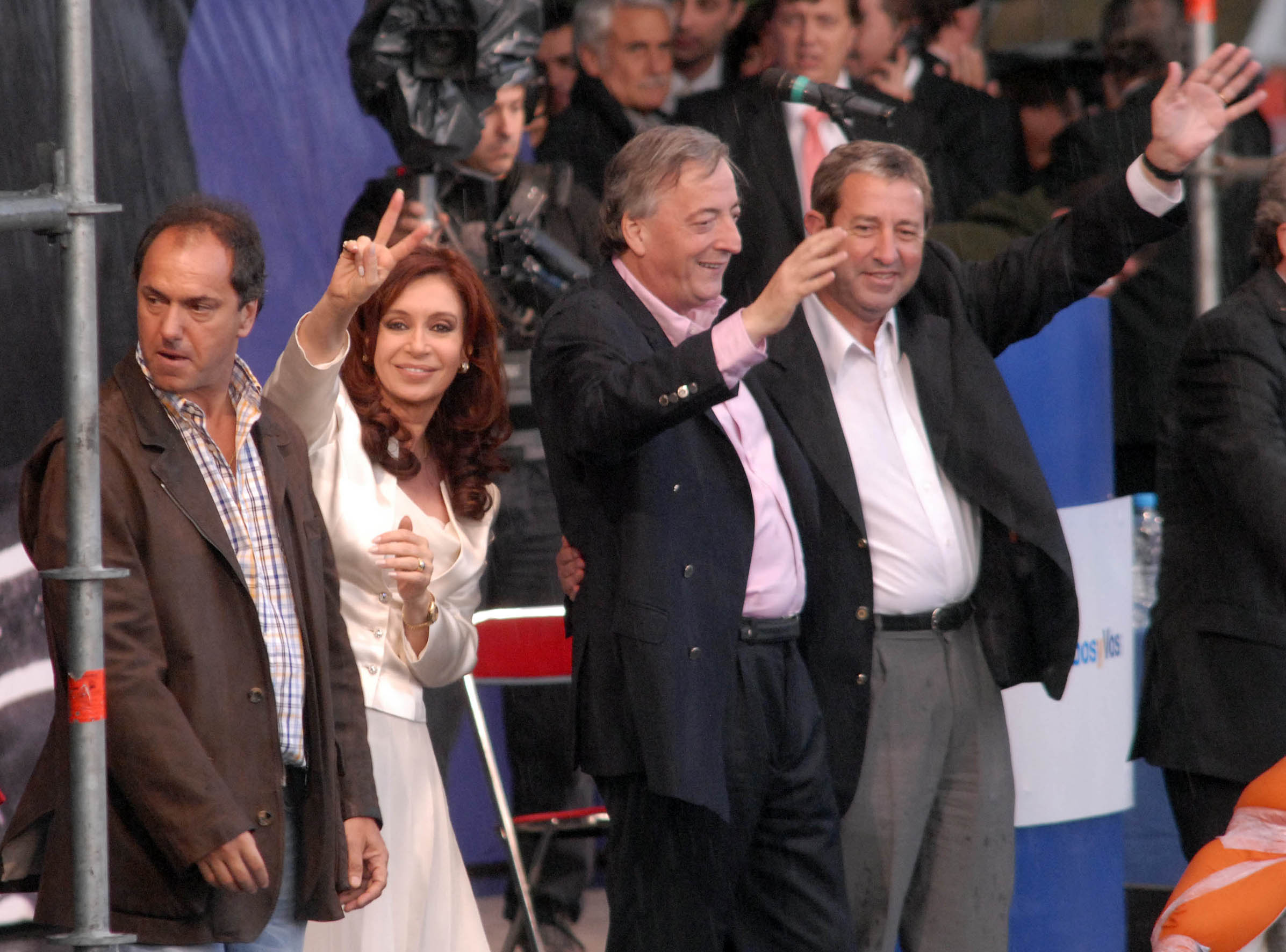
Cristina Fernández de Kirchner et son mari Néstor Kirchner, président sortant, pendant la campagne.

Cette élection a vu élire, dès le premier tour, Cristina Fernández de Kirchner (Front pour la victoire-Parti justicialiste, centre gauche) à la tête du pays, qui succède à son mari, Néstor Kirchner, et devient la première femme à être élue présidente de l'Argentine.

## Résultats parlementaires
Le Front pour la victoire de Néstor Kirchner, remporta 62 sièges à la Chambre des députés et cinq au Sénat, ce qui lui faisait un total de 129 sièges et 11, respectivement, et donc la majorité dans les deux Chambres. De son côté, la Coalition civique d'Elisa Carrió (centriste) détenait au total, après les élections partielles d'octobre, 18 sièges à la Chambre des députés et deux au Sénat, contre 24 et 7 pour l'Union civique radicale (UCR). Les sièges restants étaient échus à des partis mineurs ou/et régionaux.

## Résultats de la présidentielle
La formule Cristina Kirchner-Julio Cobos a obtenu 45,29 % des suffrages au premier tour, devant la formule centriste  Elisa Carrió (Coalition civique)-Rubén Giustiniani (Parti socialiste), qui obtint 23,04 % des voix, pas suffisamment pour mettre en ballottage Kirchner.
La formule radicale, Roberto Lavagna-Gerardo Morales (Una Nación Avanzada: Union civique radicale et Movimiento de Integración y Desarrollo), obtint 16,91 % des suffrages, suivie du FREJULI (droite péroniste), dont la formule (Alberto Rodríguez Saá et Héctor Maya) n'obtint que 7,71 % des voix.

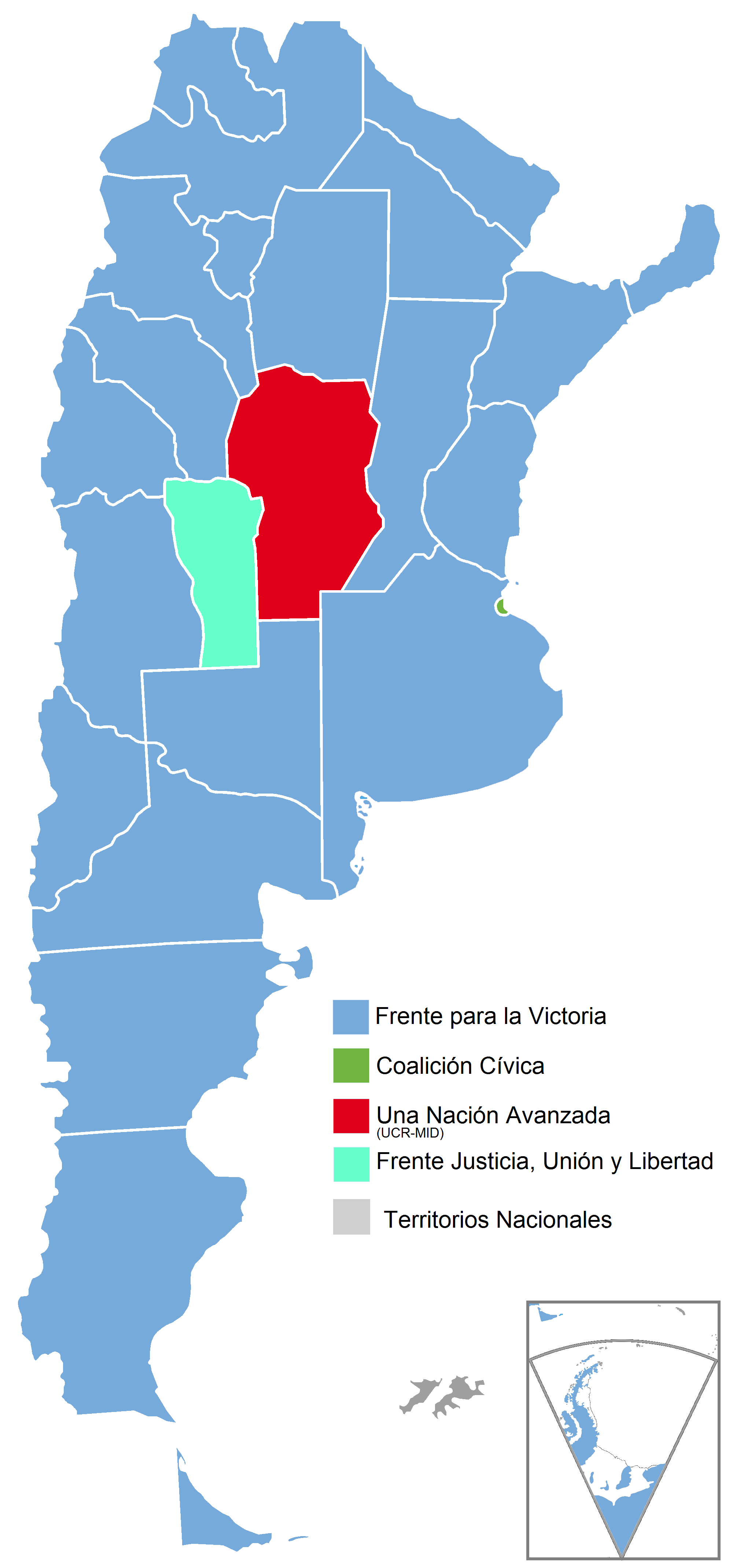
Carte des résultats par province de l'élection présidentielle argentine de 2007.

### Les candidatures et précandidatures
- Pour la coalition gouvernementale « Front pour la victoire »  (Frente para la Victoria, centre gauche), les précandidats étaient le président actuel Néstor Kirchner et sa femme Cristina Fernández de Kirchner, alors sénatrice de Buenos Aires. Finalement, la coalition présenta la candidature de Cristina Fernández, qui fut élue présidente.
- La formule Elisa Carrió (Coalition civique, centriste)-Rubén Giustiniani (Parti socialiste, centre gauche) arriva second, Elle bénéficiait de l'appui de dissidents de l'UCR, tels la députée Margarita Stolbizer.
- En septembre 2006, Carlos Menem (droite), ancien président de la Nation (de 1989 à 1995 et de 1995 à 1999), s’est proclamé candidat. Le 14 mai 2007, il confirme cette volonté.
- Le 14 décembre 2006, le Parti humaniste et le Parti communiste (gauche) ont officiellement présenté leur formule, avec l'humaniste Luis Alberto Ammann pour la présidence et Alicia Blanco pour la vice-présidence. Ils obtiennent 0,41 % des voix.
- Ricardo López Murphy s’est autoproclamé candidat pour son parti Recréer pour la croissance (Recrear para el Crecimiento; centre droit).
- Roberto Lavagna, ancien ministre s’est autoproclamé candidat. Il est soutenu par la coalition « Concertation pour une Nation Développée », formée principalement autour de l'Union civique radicale (Concertación para Una Nación Avanzada: Generación Democrática y UCR ; centre droit) ;
- Jorge Sobisch (droite), ex-gouverneur de la province de Neuquén, est le candidat du « Mouvement des Provinces Unies », qui réunit le Mouvement populaire neuquinien (un important parti régional) avec d'autres partis régionaux (el Movimiento Provincias Unidas: Movimiento Popular Neuquino y otras). Il arrive 6e avec 1,56 % des voix, n'ayant pas réussi à obtenir le soutien de l'aile dissidente du péronisme, située à droite.
- Hermes Binner, sénateur socialiste, montre un intérêt à se présenter.
- Gustavo Breide, un Carapintada (extrême droite), obtint 0,25 % des voix.